# Compagnie des chemins de fer des Plateaux de Herve
La Compagnie des chemins de fer des Plateaux de Herve, est une société anonyme créée en 1869. Son réseau est repris par les Chemins de fer de l'État belge en 1897.

## Histoire
La société anonyme dite Compagnie des chemins de fer des Plateaux de Herve, est autorisée et ses statuts approuvés par l'arrêté royal du 25 juin 1869 qui lui attribuent une concession pour construire « un chemin de fer prenant son origine au chemin de fer de l’État, à ou près de Verviers, passant par ou près de Dison, Chaineux, Herve, Micheroux, Fléron et Beyne et aboutissant au railway de l’État à ou près de la station de Chênée » et réaliser (ou déléguer) son exploitation. 
Le 5 décembre 1875, elle devient concessionnaire d'un « embranchement destiné à relier à la ligne des Plateaux de Herve le puits des Xhawirs ».
Le 7 décembre 1897, l'état belge devient officiellement propriétaire et exploitant du réseau de la compagnie,. Le rachat de la concession est conforme à la convention conclue le 5 novembre 1898 entre l'État et la société. L'État prévoit une « capitalisation d'anuités dues (par l'état) du chef du rachat de la concession ».

## Réseau
Elle était concessionnaire des lignes devenues ligne 38, de Chênée à Plombières et ligne 38A, de Battice à Verviers.